# Ponte Lambro (Milano)
Ponte Lambro (Pont Lamber in dialetto milanese, AFI: [ˈpũːt ˈlãːber]) è un quartiere   di Milano situato nella periferia sud-est della città. Appartiene  al Municipio 4  e al NIL 31 "Monluè - Ponte Lambro"   e il suo territorio è delimitato a ovest dalla Tangenziale est che lo divide dal quartiere di Morsenchio, del quale faceva invece precedentemente parte, a est dal fiume Lambro e a sud confina con il comune di San Donato Milanese.

## Storia
L'area su cui è sorto l'attuale abitato di Ponte Lambro era un tempo un territorio esclusivamente agricolo, caratterizzato da una particolare ricchezza di acque superficiali. Il naturale sistema dei fontanili e delle rogge era stato canalizzato e sfruttato a fini agricoli fin dal XIII secolo attraverso le marcite, da parte dei monaci dell'ordine degli Umiliati insediati nella vicina abbazia di Monluè.
I confini erano definiti a nord dall'antica strada Paullese, a est dal fiume Lambro e a ovest e sud, rispettivamente, dalla roggia Spazzola e da quella delle Quattro Ave Marie. Sin dall'epoca imperiale romana, un ponte di legno permetteva alla strada Paullese di superare il fiume Lambro.
Alla fine dell'Ottocento, l'area coincide con il terreno dei due grandi poderi detti Canova e Zerbone, sui quali sorgevano antiche cascine e mulini: la "Cascina Zerbone" (XIV secolo), poco distante il "Mulino della Spazzola" (XIII secolo) situato sulla roggia omonima, e la "Cascina Canova, o Casanova" (XVII secolo).
Originariamente sottoposti alla giurisdizione civile ed ecclesiastica della Pieve di San Donato, i due poderi erano amministrati da sempre dal comune di Morsenchio, prima di essere annessi col Risorgimento al comune di Mezzate, che nel 1916 divenne Linate al Lambro, vista la continua crescita del numero dei suoi abitanti: la gran parte, infatti, si concentrava in quella fetta di territorio che prese il nome di Ponte Lambro.
Nel 1922, a seguito di alcuni espropri per la realizzazione del Porto di Mare e del canale Milano-Cremona-Po, mutarono i confini territoriali del comune di Linate al Lambro: le frazioni di Ponte Lambro e Morsenchio furono aggregate al comune di Milano, e i confini vennero ridefiniti spostando più a sud il limite del territorio milanese, sottraendo anche una piccola porzione del comune di San Donato in fondo all'abitato di Ponte Lambro. Il tutto, però, rimase sulla carta, e soltanto il 1º gennaio 1925 divenne definitiva l'aggregazione di Ponte Lambro e Morsenchio a Milano, mentre il progetto del porto non ebbe seguito e il canale non venne mai realizzato.
Il comune di Linate al Lambro perse, oltre ad una buona fetta del suo territorio, la metà della popolazione, passando da 3 931  a 1 914 abitanti.

### Le origini

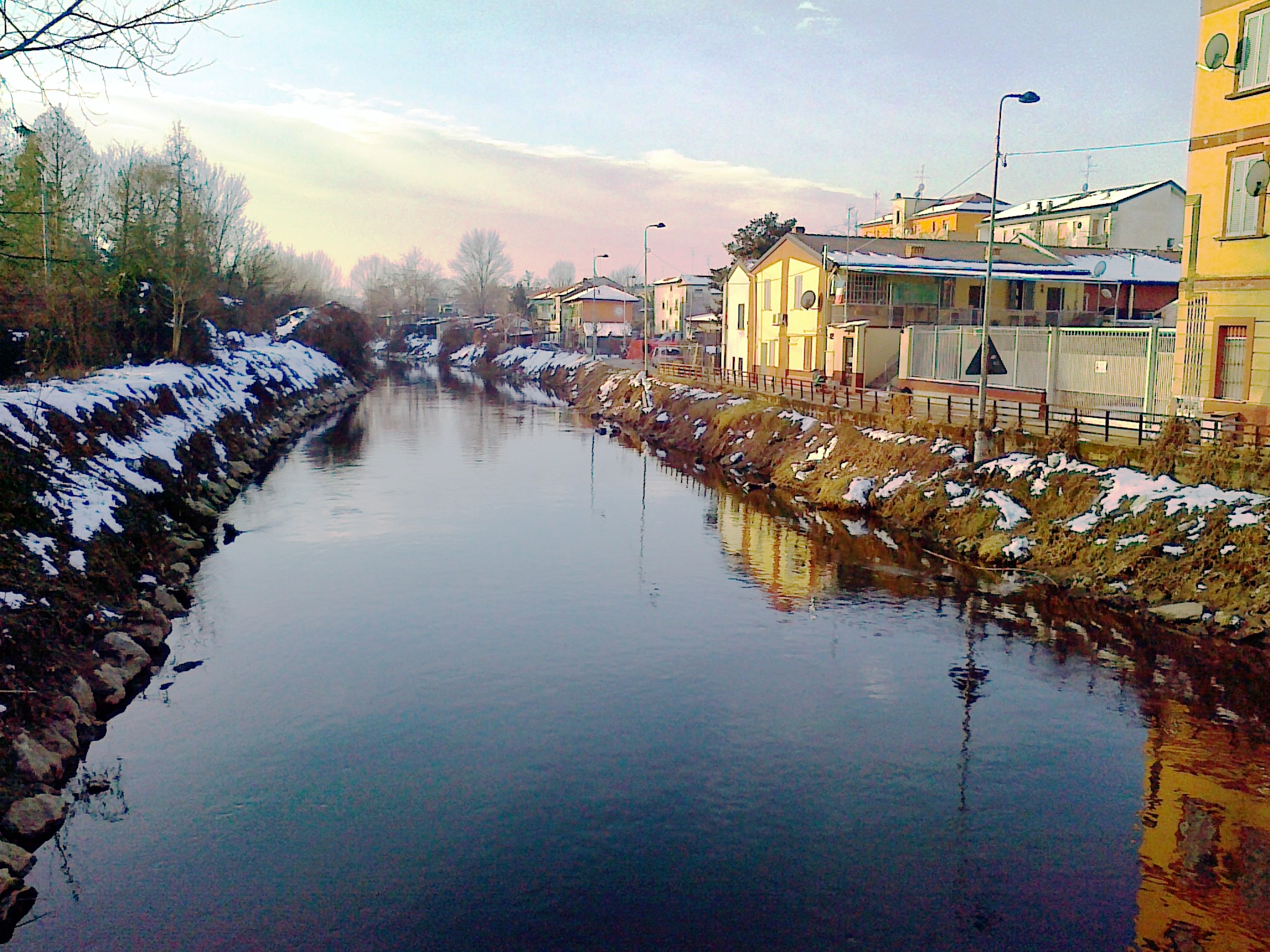
Il fiume Lambro al confine fra il quartiere Ponte Lambro (a destra) e Linate

Il "podere della Canova", su cui è sorto l'abitato di Ponte Lambro, apparteneva un tempo all'ordine degli Umiliati di Brera, che a Monluè avevano la propria grangia, insieme con altre case e conventi a Morsenchio e Linate. Venne poi acquistato dal “Luogo Pio Elemosiniere delle Quattro Ave Marie”, un'antica confraternita deputata ad opere caritatevoli. Su questo fondo sorgeva "l'Osteria delle Quattro Marie”, che apparteneva al medesimo Luogo Pio. Era situata in corrispondenza del quarto miliare della strada consolare romana che congiungeva Milano a Cremona, e ancora oggi è conosciuta come Osteria del Bagutto: risale al 1284 il primo documento che ne attesta l'esistenza. La Roggia Certosa e una strada, l'odierna via Camaldoli, separava il podere della Canova dal fiume Lambro, e la lunga fascia di terra che stava fra i due corsi d'acqua, insieme col molino detto di Gavazzo, apparteneva al Monastero delle Madri di Santo Spirito. La proprietà dei terreni fu per lungo tempo in mano agli ordini monastici. Il cambio di proprietà avvenne tra il Settecento e l'Ottocento, quando i poderi e gli stabili che vi sorgevano vennero venduti a privati. Poco prima del fiume Lambro esiste una vecchia cappelletta, con l'affresco che raffigura la “Fuga in Egitto”. Venne restaurata nel 1912 dal signor Giovanni Sala, oste del Butteghin.

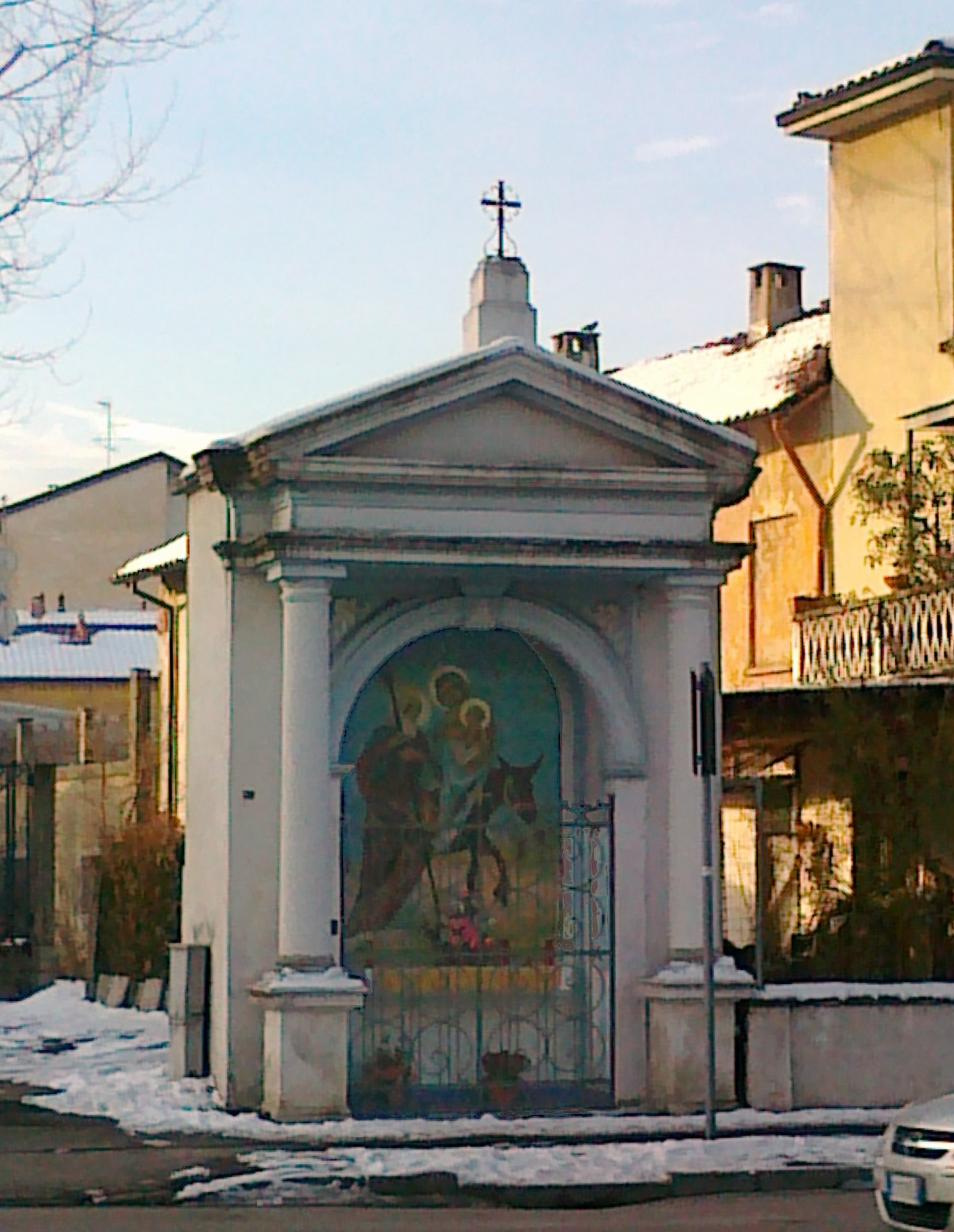
La cappelletta della fuga in Egitto

### Inizio novecento
Sorto in prossimità di un ponte sul fiume Lambro, da cui il suo nome, il borgo di Ponte Lambro iniziò ad acquisire una sua fisionomia nei primi anni del Novecento, con l'insediamento di una trentina di "artigiani lavandai". Espulsi dalla città in continua crescita, trovarono proprio qui le acque limpide delle rogge (Roggia Certosa, Roggia delle Quattro Ave Marie e Roggia Spazzola) e i prati erbosi per la stesa dei panni. Lungo la via Camaldoli sorsero le prime lavanderie, seguite da quelle di via S. Antonio (rinominata via Umiliati nel 1925, quando Ponte Lambro divenne un quartiere di Milano), le più numerose, e via via tutte le altre.
La popolazione aumentò progressivamente a causa del processo migratorio verso la città e i comuni limitrofi degli ex lavoratori agricoli, espulsi dalla meccanizzazione dell'agricoltura e attratti da un lavoro sicuro nelle fabbriche. Lo scoppio della prima guerra mondiale e la destinazione industriale di una parte del territorio compreso tra Linate al Lambro e Taliedo, favorì l'insediamento di nuovi stabilimenti per la produzione bellica: a Morsenchio le industrie chimiche Società Italiana Prodotti Esplodenti e la Società Derivati Cellulosa; sul limitare dell'aeroporto di Taliedo le ditte aeronautiche SSAI-Società per lo Sviluppo dell'Aviazione in Italia (nel 1917 venne rilevata da Gianni Caproni e divenne Società Italiana Caproni e poi Aeroplani Caproni nel 1929).
Qualche anno più tardi a Morsenchio si insediò un'importante industria chimica, l'Appula (rilevata dalla Montecatini nel 1941), mentre nel 1929 anche l'azienda aeronautica Piero Magni Aviazione trasferì la sua attività a Morsenchio in via Bonfadini, dove trovarono lavoro diversi abitanti di Ponte Lambro.
Furono edificate nuove case, aprirono nuovi negozi e attività artigianali, modificando e arricchendo il tessuto sociale del quartiere, che aveva ormai raggiunto i 1 500 abitanti nei primi anni Venti. Nei primi decenni del Novecento la popolazione era connotata da un tessuto sociale piuttosto omogeneo, di estrazione nettamente proletaria e strutturato intorno ad alcune grandi famiglie. Accanto a quello dei lavandai si andava formando un nutrito nucleo operaio, richiamato in quest'area dalla presenza di alcune industrie che traevano particolari vantaggi da questa parte della provincia per la ricca presenza di acque, della ferrovia e, soprattutto, della inesauribile manodopera a buon mercato.
Nel 1921 il movimento fascista trovò sostenitori e finanziatori tra i proprietari terrieri, fittavoli e artigiani di Linate al Lambro, che fondarono la sezione del Fascio di combattimento. Divenne in seguito Sezione del Partito Nazionale Fascista, con sede nella palazzina dietro il palazzo municipale. I consiglieri comunali socialisti e comunisti furono minacciati e costretti a dare le dimissioni, causando lo scioglimento della giunta di Ardemagni prima, e poi quella del sindaco Emilio Lorini. In seguito i fascisti presero possesso della Cooperativa Edificatrice e della Cooperativa di Consumo, imponendo propri rappresentanti nei consigli di amministrazione.

#### Sviluppo urbanistico
L'insediamento residenziale si intensificò negli anni tra il 1912 e il 1915 quando, dallo smembramento del fondo agricolo della Canova, si sviluppò una rete di strade che gravitava sull'attuale via Umiliati. Le previsioni contenute nel Piano Regolatore Generale del 1933 non vennero mai attuate, lasciando alla spontaneità lo sviluppo edilizio del quartiere mantenendo inalterata la viabilità. Alla fine degli anni '30 il quartiere era ormai ben delineato nel suo sviluppo in direzione nord-sud (lungo gli assi delle vie Camaldoli e Umiliati paralleli alle rogge Certosa e delle Quattro Ave Marie) ed era caratterizzato dalla prevalenza di edilizia residenziale a bassa densità mista ad attività commerciali e artigianali.

### Seconda guerra mondiale
Durante la seconda guerra mondiale, Ponte Lambro divenne la base operativa di cellule della Resistenza, mentre la sede del Partito Nazionale Fascista, in via Monte Oliveto, rimase sempre pressoché deserta. Molti operai antifascisti costituirono cellule di strada e squadre di officina, compiendo azioni di sabotaggio negli stabilimenti della Caproni, Montecatini e Piero Magni, facendo saltare i pali della luce e del telefono lungo la strada Paullese. Militavano in diverse formazioni partigiane: nella 124ª e 196ª Brigata Garibaldi SAP, nelle formazioni di Giustizia e Libertà e nella 38ª Brigata Matteotti, in contatto con altre formazioni della Zona Vittoria-Romana, in particolare del rione di Calvairate.
Nove furono i pontelambresi arrestati e deportati nei campi di concentramento tedeschi, tra giovani renitenti alla leva e chi aveva partecipato agli scioperi del marzo 1944: solo quattro tornarono a casa. Nei giorni che seguirono la Liberazione, il CLN di Ponte Lambro, composto da esponenti del PCI, PdA e PSI, svolse un ruolo importante per l'approvvigionamento di viveri e medicinali da distribuire alla popolazione, e per il controllo dell'ordine pubblico. Il Consiglio di Amministrazione della Cooperativa di Consumo tornò nelle mani di chi l'aveva fondata nel 1922, socialisti e comunisti, chiudendo il periodo di controllo da parte del Partito Fascista, durante il quale era stata venduta la proprietà dell'edificio per pagare i debiti accumulati.

### Dalla crisi economica del dopoguerra fino agli anni '60
La crisi economica del dopoguerra determinò la chiusura di molte fabbriche e il licenziamento di migliaia di lavoratori (5.000 alla Caproni). Il processo migratorio, interrotto dalla guerra, riprese negli anni '50 con l'arrivo di nuove famiglie provenienti dalle regioni del meridione, dalla Toscana e dal Veneto.
Nel 1954 venne costruita una chiesa provvisoria, un capannone prefabbricato che la Curia milanese adottò per il piano generale di costruzione delle nuove chiese. Con decreto del 14 luglio 1954, Don Marco Scandroglio fu autorizzato dall'arcivescovo a celebrarvi la S. Messa. Nel 1955 venne fondata la Parrocchia e il 7 agosto Don Aldo Gessaga iniziò a dir messa nella chiesa del Sacro Cuore. Il 27 gennaio 1963 si tenne la benedizione della prima pietra della nuova chiesa (i lavori di costruzione terminarono nel 1965), che verrà consacrata ufficialmente il 18 aprile 1968. In quegli anni Ponte Lambro arrivò a contare circa 5 000 abitanti, pur mantenendo una struttura di vero e proprio “paese” ai margini della città.
Alcune realtà industriali si insediarono lungo la via Umiliati, offrendo occasioni di lavoro anche per i residenti. La prima, nel 1950, è stata la ditta Taliedina Costruzioni Meccaniche, specializzata nella costruzione di collettori di scarico e silenziatori (marmitte) per le moto Parilla. Con gli anni '60 e il boom economico giunse la Admiral, importante società americana specializzata nella costruzione di televisori, che costruì un nuovo edificio per tecnici e impiegati. Verso la fine degli anni '60 la Admiral trasferì la propria attività e al suo posto si insediò la Olivetti che fino alla metà degli anni 80 mantenne a Ponte Lambro un importante distaccamento di impiegati e addetti alla riparazione e manutenzione di macchine da scrivere e calcolatrici.
L'ampliamento dell'aeroporto di Linate (1960), con l'interruzione della strada Paullese, e la realizzazione della Tangenziale Est (nei primi anni '70) contribuirono ad accentuare l'isolamento del quartiere, rendendolo corpo a parte rispetto alla città. Nella primavera del 1961 venne demolita la Cascina Canova, per far posto alla Casa di cura delle "Quattro Marie". Nel 1981 la clinica divenne il Centro cardiologico Monzino, un importante ospedale specializzato in cardiologia che è pure una sede della facoltà di medicina dell'Università degli Studi di Milano.

### Il XXI secolo
Con l'inizio del nuovo secolo, Ponte Lambro conosce un'altra profonda ristrutturazione attraverso un intervento sul patrimonio pubblico previsto dal Contratto di Quartiere che ha operato sui caseggiati ALER di via Guido Ucelli di Nemi e Serrati, il rifacimento delle vie centrali del quartiere, la ristrutturazione del Centro Territoriale Sociale, del Centro Giovani, dell'edificio parrocchiale, del Mercato Comunale, dell'ufficio postale e di alcune palazzine in via Rilke appartenenti al Comune di Milano. Il progetto di riqualificazione di alcuni caseggiati ALER, al quale ha partecipato anche l'architetto Renzo Piano presentato nel maggio 2000, è in fase di attuazione a partire dal 2012.
Nel 2008, in via Camaldoli al confine con San Donato Milanese, è stato inaugurato l'Istituto Scientifico di Riabilitazione della Fondazione Maugeri. Il nuovo monumento ai caduti di tutte le guerre si trova in via Parea, davanti al centro civico. È stato eretto nel settembre 2012 per volere del comune di Milano, del consiglio di zona 4 e delle sezioni ANPI della zona 4, e ufficialmente inaugurato il 20 ottobre successivo. Nel quartiere è presente l'Antica trattoria Bagutto, ristorante più antico d'Italia e del secondo in Europa, dopo lo Stiftskeller St. Peter di Salisburgo.